# Любомльський район
Лю́бомльський райо́н — колишній район у північно-західній частині Волинської області в Україні, утворений в 1940 році. З цього часу його межі кілька разів змінювались, в 1993 році 9 сільських рад виділено у новоутворений Шацький район. Внаслідок адміністративно-територіальної реформи 2020 року після укрупнення районів був приєднаний до Ковельського району. Землі Любомльщини були заселені людиною ще в сиву давнину. Перші археологічні знахідки відносяться до доби палеоліту. Загальна кількість населення Любомльського району, за даними Всеукраїнського перепису населення 2001 року, становила 43,3 тис. осіб (4,1 % від населення області).
Районний центр — місто Любомль, вперше згадується в 1287 році, магдебурзьке право отримало в 1541 році.

## Символіка
Символікою Любомльського району є герб та прапор. Вони затверджені рішенням сесії Районної ради 22.12. 2000 року по малюнку краєзнавця Дзея М. С.

## Географічна характеристика
Любомльський район утворено в 1940 році. Розташований в північно-західній частині Волинської області. Межує з Володимир-Волинським, Турійським, Старовижівським, Шацьким районами. На заході — кордон України з Польщею.
На території району знаходиться 69 об'єктів культурної спадщини, із них — 13 пам'яток архітектури (6 — національного, 7 — місцевого значення), 7 пам'яток археологи (1 — національного, 6 — місцевого значення), 49 пам'яток історії.
Два населених пункти району: м. Любомль та смт. Головне занесено до Списку історичних населених місць України.
Районний центр — місто Любомль, вперше згадується в 1287 р., магдебурзьке право отримало в 1541 році.
Територія Любомльського району має рівнинний рельєф, порівняно теплий помірно-континентальний клімат з достатньою кількістю тепла і вологи, бідні дерново-підзолисті і болотні ґрунти.
Загальна площа району становить — 148 865 га, з них сільськогосподарські угіддя — 68 770,16 га, в тому числі:
- рілля — 34 093,91 га,
- сіножаті — 15 620,24 га
- пасовища — 18 684 га[4].

У районі збереглися унікальні куточки флори і фауни. 54 942 га займають ліси, 23006 га — луки і пасовища, 8 326 га — болота.
Територією району протікає 9 річок загальною протяжністю 172,1 км. Найбільші Західний Буг і Прип'ять. Ваблять до себе рибалок і річки Вижівка, Неретва та інші.
419 га займають озера, яких в районі 12. Найбільше — Велике Згоранське (площа 148 га).
Утворено 8 заказників і пам'яток природи, зокрема гідрологічні: «Згоранські озера», озеро Мошне, озеро Чахове.

## Транспорт
Територію району проходять автостради E373 (Київ — Варшава), Т 0302 (Володимир-Волинський — Берестя) Т 0308, залізниця на Холм, станція Ягодин та зупинні пункти: Високий Хутір, Підгородне I, Підгородне II, Руда та Скіби.

## Адміністративний поділ
У складі району 1 селищна (Головненська), 1 міська (Любомльська), 22 сільські ради:
- Бірківська сільська рада;
- Вишнівська сільська рада;
- Гущанська сільська рада;
- Заболоттівська сільська рада;
- Забузька сільська рада;
- Запільська сільська рада;
- Зачернецька сільська рада;
- Згоранська сільська рада;
- Куснищанська сільська рада;
- Ладинська сільська рада;
- Машівська сільська рада;
- Нудиженська сільська рада;
- Олеська сільська рада;
- Підгородненська сільська рада;
- Полапівська сільська рада;
- Почапівська сільська рада;
- Радехівська сільська рада;
- Римачівська сільська рада;
- Рівненська сільська рада;
- Столинсько-Смолярська сільська рада;
- Хворостівська сільська рада;
- Штунська сільська рада[6].

Із сільських рад найбільші за чисельністю Вишнівська — 1440 жителів, Згоранська — 2645 жителів, Куснищанська — 2644 жителів.

## Історія
Перші археологічні знахідки відносяться до доби палеоліту. Також трапляються рештки предметів матеріальної культури інших епох — мезоліту, неоліту, енеоліту.
Саме м. Любомль вперше згадується в Галицько-Волинському літописі з 1287 року. Це було улюблене місце князя Володимира Васильковича, який побудував тут Свято-Георгіївську церкву, що діє і донині.
Після розпаду Волинсько-Галицького князівства, Любомльщина попадає у володіння Польського королівства, а пізніше в руки польських магнатів. В різні часи власниками Любомльського староства були відомі люди: колишній гетьман України Іван Виговський, коронні гетьмани — Дмитро Вишневецький, Ксаверій Браницький.
Пізніше Любомльщина, як і вся Волинь була приєднана до Російської імперії, а в 20 роках XX ст. знову опинилась у володінні відновленої Польської держави.
Любомльський район, як адміністративна одиниця був утворений в 1940 році з приходом частин Червоної Армії. З цього часу межі його кілька разів змінювались, останній раз в 1993 році після виділення 9 сільських у новоутворений Шацький район.
У Любомльському районі цивільні органи управління ОУН діяли в 20 % населених пунктів.

## Населення
Загальна кількість наявного населення Любомльського району, за даними Всеукраїнського перепису населення 2001 року, становила 43,3 тис. осіб (4,1 % від населення області). У порівнянні з даними перепису населення 1989 року, за якими населення Любомльського району становило 44,8 тис. осіб, населення Любомльського району зменшилося на 3,3 %.
Для району характерна невисока щільність населення, згідно з даними останнього Всеукраїнського перепису населення в цілому вона становила 29 осіб/км² (для порівняння — щільність населення Волинської області — 53 особи/км²).
Кількість міського населення району за результатами Всеукраїнського перепису населення склала 13,6 тис. осіб, або 31,4 %, сільського — 29,7 тис. осіб, або 68,6 %. Співвідношення між сільським і міським населенням упродовж останніх двох переписів змінилось на 1,5 % на користь міського.
Населення у місті Любомль станом на 2001 рік становило 10,4 тис. осіб; порівняно з даними перепису 1989 року (10,1 тис. осіб) воно збільшилось на 2,7 %.
Населення у селищі міського типу Головне за даними Всеукраїнського перепису населення 2001 року становило 3,2 тис. осіб, порівняно з даними перепису населення 1989 року воно зменшилось на 0,7 %.
За результатами Всеукраїнського перепису населення, кількість чоловіків становила 20,7 тис. осіб, або 47,8 %, жінок 22,6 тис. осіб, або 52,2 %, що неістотно відрізняється від даних перепису населення 1989 року.
У національному складі населення району переважна більшість українців, чисельність яких становила 42,7 тис. осіб, або 98,9 % від загальної кількості населення. Іншими найчисельнішими національностями на дату перепису були росіяни, білоруси та поляки, однак чисельність їх порівняно з чисельністю українців невелика.
Щодо мовного складу населення, то більшість населення Любомльського району вважали рідною українську мову.

## Політика
25 травня 2014 року відбулися Президентські вибори України. У межах Любомльського району було створено 65 виборчих дільниць. Явка на виборах складала — 75,05 % (проголосували 22 330 із 29 752 виборців). Найбільшу кількість голосів отримав Петро Порошенко — 46,63 % (10 412 виборців); Юлія Тимошенко — 19,49 % (4 352 виборців), Олег Ляшко — 19,06 % (4 255 виборців), Анатолій Гриценко — 4,73 % (1 056 виборців). Решта кандидатів набрали меншу кількість голосів. Кількість недійсних або зіпсованих бюлетенів — 0,79 %.

## Визначні пам'ятки району
Любомльський район без перебільшення можна назвати скарбницею пам'яток історії та культури із прадавніх часів і до сьогодення. На його території збереглося багато архітектурних споруд, що нині є пам'ятками архітектури національного чи місцевого значення.

### Пам'ятки архітектури

#### Пам'ятки архітектури національного значення
- Церква Святого Георгія (кінець 13 століття), Любомль
- Костел Святої Трійці (1412), Любомль
- Палац Браницьких (1782), Любомль
- Свято-Дмитрівська церква (1674), Згорани
- Свято-Троїцька церква (1841), Головне
- Церква Святого Іоана Богослова (1777), Штунь
- Церква Святого Луки (1745), Городнє
- Церква Успіння Пресвятої Богородиці (1752), Радехів

#### Пам'ятки архітектури місцевого значення
- Церква Різдва Пресвятої Богородиці (1884), Любомль
- Церква Воздвиження Чесного і Животворчого Хреста Господнього (1868), Нудиже
- Церква Різдва Пресвятої Богородиці (1884), Хворостів
- Церква Святих Косьми і Даміана (1860), Вишнів
- Церква Святого Духа (1889), Олеськ

### Інші пам'ятки
- Перелік пам'яток історії Любомльського району
- Перелік пам'яток археології Любомльського району
- Перелік пам'яток монументального мистецтва Любомльського району

## Освіта
В районі функціонують:
- Дошкільні заклади — 19
- ЗОШ І ступеня — 7
- ЗОШ І-ІІ ступеня — 16
- ЗОШ І-ІІІ ступенів — 12
- НВК «ЗОШ І ст.-ДНЗ» — 1
- НВК «ЗОШ І-ІІст.-ДНЗ» — 2
- НВК «ЗОШ І-ІІІст.-ДНЗ» — 5
- НВК «ЗОШ І-ІІІ ст.-районна гімназія» — 1
- Будинок Школяра — 1
- Станція юних техніків — 1
- Дитячо-юнацька спортивна школа — 1
- Школа-інтернат для дітей-сиріт — 1[15]
- Професійний ліцей — 1

## Релігія
Релігійна ситуація в районі у 2010 році залишалась стабільною, міжконфесійні відносини були безконфліктними та толерантними. Домінуючою релігійною конфесією в районі є УПЦ МП (34 релігійні громади). Протягом останніх шести років розширення набуває конфесія УПЦ КП, і хоча чисельність цих релігійних громад невелика (від 20 до 100 парафіян), їх вже налічується 8. В грудні 2010 року була зареєстрована релігійна громада Успіння Пресвятої Богородиці Української греко-католицької церкви у місті Любомлі. Таким чином у районі станом на кінець 2010 року є 63 релігійні громади:
| №, п/п | Конфесія                                               | Кількість релігійних громад |
| 1      | Українська православна церква (Московський патріархат) | 34                          |
| 2      | Українська православна церква — Київський патріархат   | 8                           |
| 3      | Українська автокефальна православна церква             | 1                           |
| 4      | Римо-Католицька Церква                                 | 2                           |
| 5      | Українська греко-католицька церква                     | 1                           |
| 6      | ЄХБ                                                    | 2                           |
| 7      | ХВЄ-П                                                  | 10                          |
| 8      | АСД                                                    | 1                           |
| 9      | Церква повного євангелія                               | 1                           |
| 10     | Свідки Єгови                                           | 1                           |
| 11     | Євангельські християни                                 | 1                           |
| 12     | Божа церква                                            | 1                           |

За інформацією ЗМІ, співпраця Любомльської райдержадміністрації з благочинним УПЦ МП отцем Василієм та благочинним УПЦ КП отцем Віктором є плідною. Обидва вони беруть участь у святкуванні Дня Перемоги 9 Травня (щорічно), освячують будівлі та офіси державних та приватних установ. Благочинний отець Василій бере участь у заходах з нагоди річниць виведення військ колишнього СРСР з Республіки Афганістан (щороку, 15 лютого), отець Віктор — у заходах з нагоди утворення УПА (щорічно, 14 жовтня).[джерело?]

## Заповідні території

### Заповідні території загальнодержавного значення
1. Ландшафтний заказник «Мошне».
с. Сильне, площа 73.3 га, Любомльський держлісгосп, Згоранське лісництво, кв. 21, вид. 5, 6, 8, 11, 12, 14, утворений Указом Президента № 750/94 від 20.12.1994 року.
Цінний природний комплекс, в який входить озеро «Мошне», площею 20 га, оточене сосновими лісами віком 140 років, березово-осиковими насадженнями, де зростає серед різних видів мохів та осок журавлина звичайна. Тут також трапляються рідкісні види рослин (альдрованда пухирчата, молодильник озерний) та тварини (лелека чорний, гоголь), занесені до Червоної книги України. В озері є ряд цінних видів риб, зокрема, вугор річковий. З плазунів тут представлені черепаха болотяна, ящірка прудка і живородяча, вуж звичайний і гадюка звичайна.
2. Ландшафтний заказник «Згоранські озера».
с. Згорани, площа 705.6 га, КСП «Правда», утворений Указом Президента України № 1341/98 від 09.12.1998 року.
Цінний природний комплекс, що складається з озер карстового походження (Велике Згоранське — 148.5 га, Мале Згоранське — 28.5 га, Оріхівське — 6.9 га, оточене лісовими масивами та болотами, а також окремо розташовані озера: Хмільники — 6.1 га, Лісне — 6.5 га), боліт та лісів, де переважають насадження сосни звичайної і вільхи чорної. Місця зростання рідкісних видів рослин (шейхцерія болотяна, оскака Давелла, осока затінкова) та тварин (лелека чорний, лунь польовий, журавель сірий, сорокопуд сірий, горностай), занесених до Червоної книги України. Крім того, тут знаходяться місця розмноження водоплавної, болотяної та борової дичини, зокрема, крижня, чирок, лиски та деяких інших мисливських видів.

### Заповідні території місцевого значення
1. Ландшафтний заказник «Бистряки».
с. Висоцьк, площа 488 га, Любомльський держлісгосп, мозирське лісництво, кв. 26, 57-59, утворений рішенням облради № 16/6 від 20.12.1993 року.
Цінний лісовий масив високобонітетних сосново-дубових насаджень віком до 60 років, де серед трав'яного покриву зростають рідкісні рослини, занесені до Червоної книги України: шейхцерія болотяна, росичка англійська, зозулинець блощичний.
2. Лісовий заказник «Підгородненський».
с. Скиби, площа 19.1 га, Любомльський держлісгосп, Любомльське лісництво, кв. 11, 15, 26, утворений рішенням облради № 16/6 від 20.12.1993 року.
Еталонні для Західного Полісся насіннєві насадження дуба череватого 1 бонітету, віком понад 140 років.
3. Лісовий заказник «Підсвиння».
с. Скрипиця, площа 21 га, Любомльський держлісгосп, Головненське лісництво, кв. 54, вид. 15, утворений рішенням облради № 16/6 від 20.12.1993 року.
Цінна лісонасіннева ділянка високобонітетного соснового бору віком понад 70 років, де зростає близько 250 видів вищих рослин, серед них лілія лісова і зозулинець блощичний — рідкісні види, занесені до Червоної книги України.
4. Ботанічний заказник «Любомльський».
с. Вишнів, площа 8.2 га, Любомльський держлісгосп, Любомльське лісництво, кв. 14, вид. 15, утворений рішенням облвиконкому № 301 від 04.09.1985 року.
Цінна ділянка дубового лісу віком 83 роки, де зростають рідкісні види рослин, занесених до Червоної книги України: зозулині черевички справжні, коручка болотяна, зозулинець блощичний, пальчатокорінник травневий.
5. Ботанічний заказник «Мосирський».
с. Мосир, площа 36 га, Любомльський держлісгосп, Мосирське лісництво, кв. 60, вид. 32-35, утворений рішенням облвиконкому № 493 від 30.12.2001 року.
Низькобонітетне соснове насадження серед верхового болота, де серед сфагнового моху, багна звичайного росте журавлина.
6. Ботанічний заказник «Ялинник».
смт Головне, площа 5.7 га, Любомльський держлісгосп, Головненське лісництво, кв. 43, вид. 13, утворений рішенням облвиконкому № 301 від 04.09.1985 року.
Цінна ділянка лісу з ялини європейської природного походження, віком 63 роки.
7. Загальнозоологічний заказник «Буг».
Заплава р. Західний Буг між селами Бережці-Забужжя, площа 3556.6 га, КСП «Радянська Україна»-768га, АПО «Буг»- 563 га, КСП «Колос»-365.7 га, КСП «Забужжя»-875.6 га, КСП «світанок»-612.2 га, Любомльський держлісгосп, Гущанське лісництво, кв. 16, 17, 55, 56 —372 га, утворений розпорядженням облдержадміністрації № 213 від 12.12.1995 року.
Цінний природний комплекс заплави р. Західний Буг зі старицями, луками, болотами, надзаплавними терасами, лісами та чагарниками, де зустрічаються рідкісні види тварин, занесені до червоної книги України: лелека чорний (під час харчування), журавель сірий (на прольотах), видра річкова, а також деркач, занесений до Європейського червоного списку тварин, що знаходяться під загрозою зникнення у світових масштабах.
8. Ботанічна пам'ятка природи «Гряда-1».
с. Мосир, площа 6 га, Любомльський держлісгосп, Мосирське лісництво, кв. 49, вид. 32, утворена рішенням облради № 16/6 від 20.12.1993 року.
Цінна ділянка високобонітетних насаджень дуба череватого віком понад 100 років.
9. Ботанічна пам'ятка природи «Гряда-2».
с. Мосир, площа 5.6 га, Любомльський держлісгосп, Мосирське лісництво, кв. 55, вид. 33, утворена рішенням облради № 16/6 від 20.12.1993 року.
Цінна ділянка високобонітетних еталонних насаджень дуба череватого віком понад 100 років.
10. Ботанічна пам'ятка природи «Дев'яте».
с. Вербівка, площа 9.2 га, Любомльський держлісгосп Гущанське лісництво, кв. 6, вид. 1, утворена рішенням облради № 16/6 від 20.12.1993 року.
Цінна ділянка дубово-соснових насаджень 1 бонітету, віком до 100 років, з домішкою берези.
11. Ботанічна пам'ятка природи «Дуб звичайний велетень».
с. Заболоття, площа 0.01 га, Любомльський держлісгосп, Головненське лісництво, кв. 4, вид. 23, утворена рішенням облвиконкому № 255 від 11.07.1972 року.
Одиноке дерево віком понад 375 років, серед лісу.
12. Ботанічна пам'ятка природи «Кокоровець».
С. Запілля, площа 8.9 га, Любомльський держлісгосп, Любомльське лісництво, кв. 1, вид. 26, утворена рішенням облради № 16/6 від 20.12.1993 року.
Цінна високобонітетна ділянка дуба череватого віком 150 років.
13. Ботанічна пам'ятка природи «Урочище Ялинник».
смт Головне, площа 12 га, Любомльський держлісгосп, Головненське лісництво, кв. 43, вид. 5, утворена рішенням облради № 16\6 від 20.12.1993 року.
Сосновий бір, у складі якого високобонітетні насадження сосни звичайної високого генофонду, віком понад 70 років, що використовуються для насіннєвих цілей.
14. Гідрологічна пам'ятка природи «Джерело Польова криниця».
с. Нудиже, площа 0.03 га, Нудиженська сільрада, утворена розпорядженням облвиконкому № 468-р від 26.09.1977 року.
Каскад джерел-наповнювачів р. Прип'ять, розташованих за 300 м праворуч від автошляху Куснище-Любохини.
15. Гідрологічна пам'ятка природи «Попова криниця».
смт Головне, площа 0.1 га, Головненська селищна рада, утворена розпорядженням облвиконкому № 468-р від 26.09.1977 року.
Водне джерело, що розташоване на південній околиці селища, розташоване на відстані 50 м від автошляху Куснище-Любохини. Має кришталево чисту воду, багату на мінеральні солі, одне з наповнювачів р. Прип'ять.
16. Гідрологічна пам'ятка природи «Джерело Трактова криниця».
с. Нудиже, площа 0.03 га, Нудиженська сільрада, утворена розпорядженням облвиконкому № 468-р від 26.09.1977 року.
Каскад джерел-наповнювачів р. Прип'ять, розташованих на віддалі 100 м праворуч від автошляху Куснище-Любохини.
17. Гідрологічна пам'ятка природи «Джерело Чайка».
смт Головне, площа 0.02 га, Головненська селищна рада, утворена розпорядженням облвиконкому № 468-р від 26.09.1977 року.
Водне джерело біля селища, праворуч ґрунтового автошляху Головне урочище Кучани, що має постійну температуру води +9 і є одним з наповнювачів р. Прип'ять.

## Персоналії

### Уродженці району

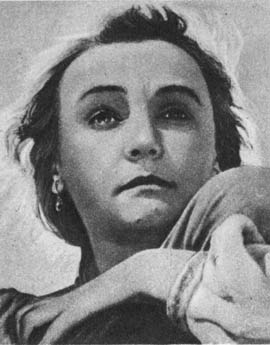
Ужвій Наталія Михайлівна

Серед відомих уродженців Любомльщини:
- Бородчук Володимир Костянтинович — заслужений юрист України, генерал-майор у відставці.
- Бохон Микола Федорович — військовий радянський лікар, професор.
- Братунь Ростислав Андрійович — поет.
- Букатевич Микола Петрович — живописець.
- Букатевич Назарій Іванович — український етнограф, історик, мовознавець.
- Варфоломій (Ващук) — архієпископ Рівненський і Острозький.
- Гей Василь Степанович — член Спілки письменників України.
- Горик Ніна Петрівна — поетеса.
- Данилюк Архип Григорович — географ-краєзнавець і етнограф, кандидат історичних наук.
- Котович Іван Іванович — український поет.
- Лис Володимир Савович — прозаїк і драматург.
- Лойко Григорій Григорович — український актор.
- Любомльчик Северин — домініканський агіограф і полеміст.
- Мизинець Влас — поет.
- Михальська Валентина Михайлівна — художниця.
- Мохнюк Василь Юстимович — посол польського Сейму в 1922—1927 роках.
- Ольховський Іван Андрійович — журналіст.
- Остапюк Дмитро Олександрович — засновник Любомльського краєзнавчого музею
- Пікульський Святослав Михайлович — український співак (тенор), Народний артист України, професор Київського національного університету культури і мистецтв.
- Скіпальський Олександр Олександрович — український військовик, генерал-лейтенант.
- Трофимук Степан Михайлович — літературознавець.
- Ужвій Наталія Михайлівна — акторка.
- Черкашин Євген Євгенович — кристалохімік, професор — Львівська кристалохімічна школа, Львівський національний університет імені Івана Франка.
- Черкашина Лариса Євгеніївна — письменниця.
- Шумук Данило Лаврентійович — дисидент, учасник українського руху опору.
- Якубовська Марія Степанівна — поетеса.

та інші.

### Мешканці Любомльщини
- Маслов Леонід Миколайович
- Чупринін Кирило Сергійович

### Гості району
- Азаров Микола Янович
- Володимир (Сабодан)
- Калєтнік Ігор Григорович
- Леся Українка
- Литвин Микола Михайлович
- Луценко Юрій Віталійович

## Цікаві факти
У лютому 2019 року припинив роботу Любомльський районний суд, оскільки єдиний суддя захворів, у двох суддів закінчився п'ятирічний термін, а ще 2 посади є вакантними. На час хвороби судді канцелярія суду приймала матеріали, але судових засідань не проводилось.